# Tipula (Pterelachisus) tristriata
Tipula (Pterelachisus) tristriata is een tweevleugelige uit de familie langpootmuggen (Tipulidae). De soort komt voor in het Palearctisch gebied.